# Podhradí u Luhačovic
Podhradí (deutsch Burgsdorf) ist eine Gemeinde in Tschechien. Sie befindet sich zwölf Kilometer südöstlich von Zlín im Wisowitzer Bergland und gehört zum Okres Zlín.

## Geographie
Das Dorf befindet sich am Südhang des Wisowitzer Berglandes am Oberlauf des Baches Pozlovický potok. Nördlich erheben die Berge Brda (600 m), Baba (635 m) und Komonec (672 m), an dessen Fuße der wüste Burgstall Starý Světlov liegt. Podhradí ist ausschließlich über eine von Pozlovice führende Nebenstraße erreichbar. Gegen Süden liegt die Talsperre Luhačovice.
Nachbarorte sind Horní Lhota im Nordosten, Dolní Lhota im Osten, Pozlovice im Süden, Řetechov im Südwesten, Pradlisko im Westen sowie Malenisko und Provodov im Nordwesten.

## Geschichte
Im 14. Jahrhundert entstanden im Wisowitzer Bergland eine Reihe von Wachtburgen zum Schutz des Kreises gegen Einfälle der Ungarn, Türken und Tataren. Im Westen lag die Burg Rýsov, dann folgte Starý Světlov und östlich folgte in gleicher Distanz die Burg Engelsberg. Erste schriftliche Nachrichten über die Burg Starý Světlov stammen aus dem Jahre 1360 und weisen sie als Besitz des Albert von Sternberg aus.
Die Burgherrschaft umfasste im Jahre 1412 die Dörfer Provodov, Pozlovice, Lidkovice, Luhačovice, Bojkovice, Žilín, die Hälfte von Ústí, Krhov, Pitín, Hostětín sowie Komňa. 1418 setzte Eliška Světlovská von Sternberg Jaroslav von Sternberg als Mitbesitzerin ein. Nach dessen Tod in der Schlacht am Vyšehrad verkaufte Eliška 1420 die Burg an König Sigismund. Nach dessen Tod wurde seine Witwe Barbara von Cilli Besitzerin der Herrschaft. Aus dem Besitz der Krone gelangte die Herrschaft an Heinrich von Leipa und schließlich an den ungarischen Raubritter Pankraz von Svätý Mikuláš. Nachdem dieser zu einer Landplage geworden war, kauften die mährischen Stände die Burgen Engelsberg und Starý Světlov auf und veräußerten sie an Burian von Vlčnov.
In den Machtkämpfen zwischen Georg von Podiebrad und Matthias Corvinus wurden die Burgen Starý Světlov und Engelsberg zerstört und blieben wüst. Als Sitz der Herrschaft ließ Ctibor von Landstein 1480 bei Bojkovice die Burg Nový Světlov errichten.
1563 erfolgte die erste urkundliche Erwähnung des Dorfes Podhradí Starosvětlovské als Teil der Burgherrschaft. 1633 kam der Ort zur Herrschaft Luhačovice, wo er bis zur Ablösung der Patrimonialherrschaften im Jahre 1848 verblieb. Danach bildete er eine selbstständige Gemeinde im politischen und Gerichtsbezirk Ungarisch Brod.

## Sehenswürdigkeiten
- gezimmerter Glockenturm
- Statue des Hl. Florian
- Burgstall Starý Světlov
- Türkenkreuz, Steinkreuz aus dem Jahre 1633
- Mineralquelle Sirčena und daneben wachsender 300-jähriger Speierling